# 투기
투기(投機, speculation)란 유가 증권 및 파생상품 등의 유동성 자산 혹은 부동산의 가격 변동의 차이를 이용해 이익을 보려는 행위를 말한다.

## 정의
투기와 투자의 차이에 대해서는 다양한 설명이 존재한다. 예를 들면 다음과 같다.
- 투기는 가치에 대한 이성적인 판단보다 그 당시 시장 상황에 따른 감정적 요인에 의한 매매 행위라고 투자와의 차이를 설명하는 이도 있다.
- 투자와 달리 투기는 기회에 편승하여 확실한 승산 없이 큰 이익을 노리는 극단적인 모험적 행위라고 설명하는 이도 있다.
- 매수 후 오랜 기간에 걸쳐 자산의 가치가 오를 때까지 기다리는 것을 투자라 하고, 단기간의 시세 변동을 노리는 것을 투기라고 하는 이도 있다.
- 대출이나 선물 증거금 등을 이용해 큰 레버리지를 사용하여 투자할 경우, 위험성이 증가하므로 이러한 행태를 투기라고 말하는 경우도 있다.

그러나 이러한 정의에 따르면 제임스 사이먼스 등의 펀드 매니저들 혹은 조지 소로스와 같은 투기꾼들의 행위를 설명할 수 없다. 그들의 행위는 매우 잘 짜여진 합리적 계획에 따라 움직이는 것이며, 심지어 제임스 사이먼스와 같은 이들은 수학적인 분석과 컴퓨터에 의한 자동 매매를 통해 인간의 감정 개입 없이 투자 행위를 결정하기 때문이다. 컴퓨터를 이용한 매매로 수 초에서 수 분에 이르는 시간에 시세차익을 얻는 것을 반복하는 제임스 사이먼스의 방식은 투자보다는 투기에 가깝다고 볼 수 있지만, 그러한 투자 방식에는 나름대로의 과학적 논리가 있기 때문이다.
가치투자로 유명한 워런 버핏 역시, 오래 보유하는 주식도 있지만 매입한 주식들이 주가가 오르면 팔아버리는 투자행위도 많이 하고 있다. 과학적인 분석에 의해 투자한다면 레버리지를 크게 쓰는 것 역시 불합리하거나 위험하다고는 말할 수 없으며, 이미 수많은 성공적인 헤지펀드들이 레버리지를 이용해 각종 선물 투자를 하고 있다.
따라서 투기란 투자와 명확히 구분하기 어려운 정의이며, 단지 관찰자의 입장에서 느끼는 위험성 또는 주관적 가치관에 의해 구분되는 어휘라 할 수 있다. '가치를 보고 매매하는 것은 투자이고 가격을 보고 매매하는 것은 투기이다'라는 정의도 있지만, 이 역시 가치라는 것을 다른 시장 참여자를 배제한 채 책정하는 것은 불가능하므로 명확한 정의라고는 말하기 힘들다.

## 투기의 대상
가격 변동이 크거나, 레버리지를 이용할 수 있는 상품, 즉 시세차익을 기대할 수 있는 상품이라면 무엇이건 투기의 대상이 될 수 있다.
대한민국과 일본에서는 국토가 협소하여 토지가 유력한 대상이 되었다. 투기 거래에서는 시가의 하락세를 예상하는 자가 매도측이 되고, 이것을 예측매도라 한다. 이에 대응하여 시가의 앙등세(상승세)를 예상하는 자가 매수측이 되고, 이것을 예측매수라 한다.
투기는 매매차익을 목적하는 점에서는 일반 상품매매와 같으나, 실수요에 의해 물품 자체의 매매를 목적으로 하는 거래와는 다르며, 시가변동의 결과에서 나오는 차익을 얻고 거래를 끝내는 데에 특색이 있다. 예측이 어긋났을 경우는 예측차질이라고 한다.
투기거래는 선물거래(先物去來)나 선물매매에 의하는 경우가 많으므로 예측차질에 의한 위험을 피하기 위해 연계매매를 한다.

## 같이 보기
- 투자
- 투자가
- 부동산
- 금융공학
- 헤지펀드